# Махар
Махар (*ο Μαχάρης, д/н — 65 до н. е.) — намісник Боспору в 81—65 до н. е. роках. Можливо, прийняв титул царя у 71 до н. е.

## Життєпис
Походив з династії Мітрідатідів (Понтійських Отанідів). Син Мітрідата VI та його сестри Лаодіки. Брав участь у Другій Мітрідатовій війні проти Риму.
У 81 до н. е. після смерті старшого брата Мітрідата, батько призначив Махара новим намісником Боспору. Останній успішно керував Боспорською державою, надсилаючи батькові харчі, зброю, найманців. У 79 році до н. е. призначається царем Колхіди.
У 73 до н. е. після поразки понтійців у битві при Кизіку Мітрідат VI знову закликав Махара спрямувати до Малої Азії нові війська та гроші, на що той зголосився. Але після поразок батька протягом 73—71 років до н. е. Махар, дізнавшись про захоплення римлянами територій Понтійського царства, зрадив Мітрідата VI і став майже незалежним правителем Боспору. Деякі вчені вважають, що Махар оголосив себе царем.
Водночас Махар спрямував посольство до римського військового очільника Луція Ліцинія Лукулла щодо встановлення миру між Римом та Боспором. Договір було укладено, за яким Махар 70 року до н. е. надав суттєву допомогу римлянам при облозі Синопи, де отаборився тиран Клеохар.
Протягом 69—66 до н. е., поки батько перебував у Великій Вірменії та Колхіді, Махар господарював як цар в Боспорській державі. Втім у 65 році до н. е. переслідуваний римлянами на чолі із Гнеєм Помпеєм Великим, Мітрідат VI Евпатор прибув на Боспор.
Махар в свою чергу, злякавшись помсти батька, залишив Пантікапей, втік до Херсонесу. Стосовно смерті Махара існують розбіжності: за одними наклав на себе руки в Херсонесі, за іншими довірившись батькові, прибув до Пантікапею, де Махара було схоплено та страчено.